# Haag (Sinntal)
Der Haag ist mit 584,6 m ü. NHN der höchste Berg im Main-Kinzig-Kreis, Hessen und erhebt sich auf dem Gebiet der Gemeinde Sinntal zwischen den Ortsteilen Oberzell und Züntersbach. Das Gebiet ist Teil des Staatsforsts Altengronau.
Die Lage des Berges im Übergangsbereich von der Rhön zum Spessart macht eine Zuordnung schwierig und führt immer wieder zu widersprüchlichen Angaben. So zählt der Haag zum Naturpark Spessart
und ist darin die höchste Erhebung des hessischen Teils. Gleichzeitig wird er aber auch zum Naturraum Brückenauer Kuppenrhön gerechnet. Tatsächlich entsprechen das kuppige Relief und der den Haag bildende Basalt der Rhön, wohingegen im Spessart flachere Oberflächenformen und Buntsandstein vorherrschend sind.
Der Haag ist dicht bewaldet und zusammen mit dem westlich liegenden Stoppelsberg 570,7 m ü. NHN und dem Stiftes (567,7 m ü. NHN) als 440,2 Hektar großes Fauna-Flora-Habitat und Naturschutzgebiet ausgewiesen.